# 키위닷컴 (웹사이트)
키위닷컴은 2007년 4월에 서비스를 처음 시작한 조선일보의 동영상 손수제작물(UCC) 사이트이다. 사용자들이 손쉽게 동영상을 공유할 수 있는 공간을 제공하며 키위 기자단 및 오픈 스튜디오를 운영하여 독자적으로 동영상을 만들어 제공한다. 언제부터 폐쇄된건지는 불명이며 접속이 되지 않는다.